# مقاتلة تفوق جوي

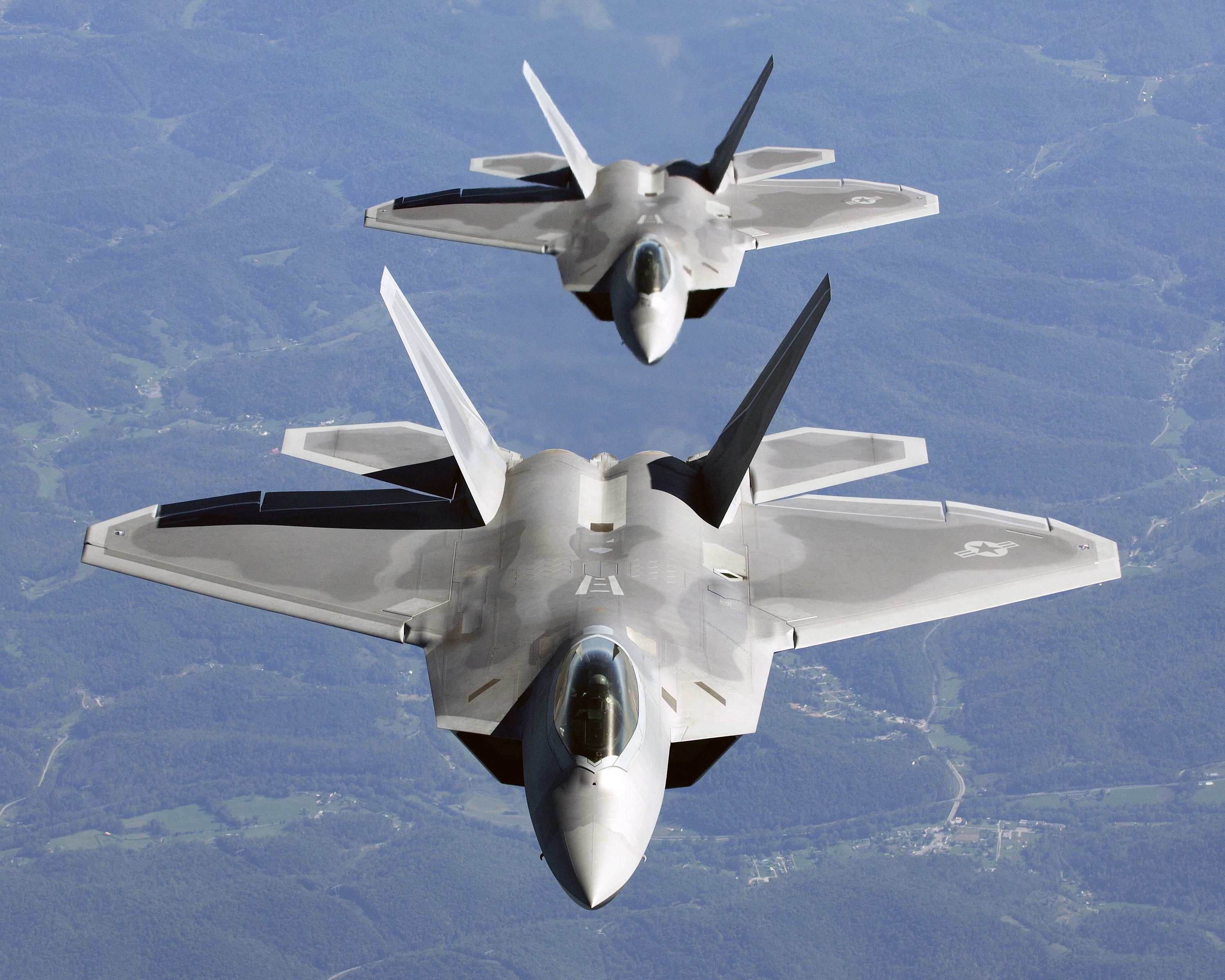
إف - 22 رابتور مقاتلة شبح من الجيل الخامس تتميز بالطواف الفائق وتوجيه الدفع

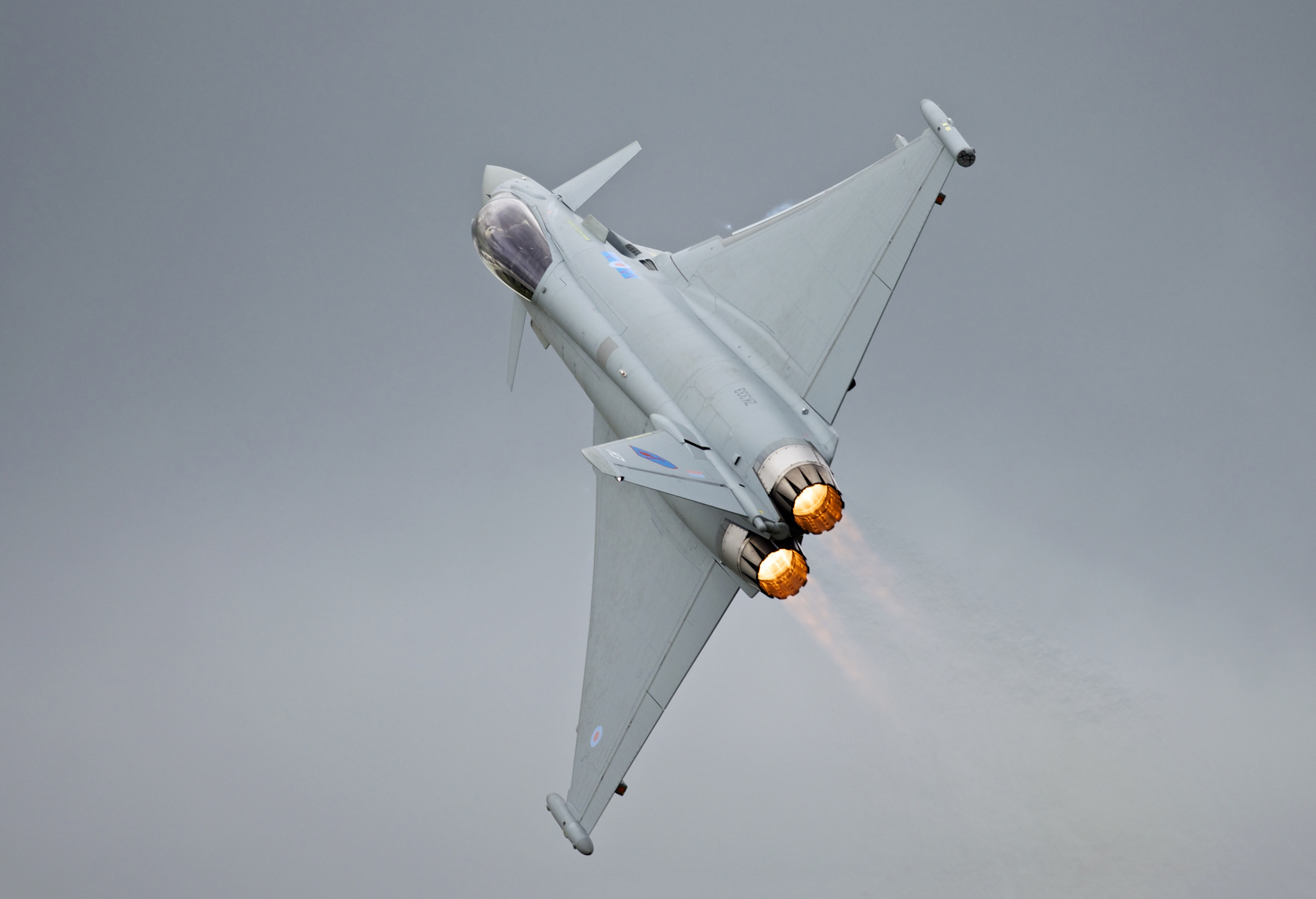
يوروفايتر تايفون, أول مقاتلة تفوق جوي لأوروبا الغربية

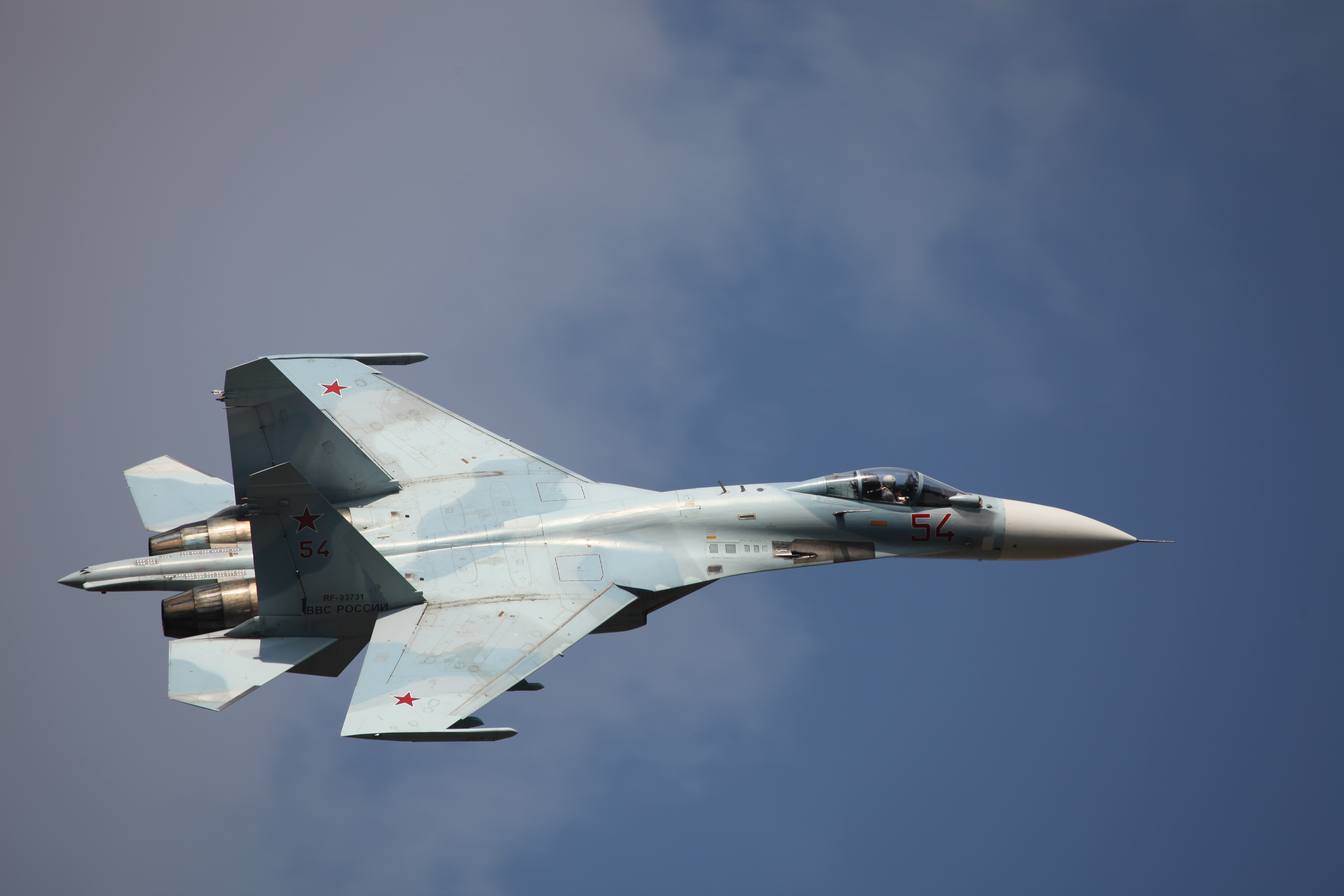
سوخوي سو-27

مقاتلة التفوق الجوي أو مقاتلة سيادة جوية هي نوع من الطائرات المقاتلة مصممة للدخول والسيطرة على المجال الجوي للعدو وذلك لتحقيق الهيمنة الكاملة للقوات الجوية على القوات الجوية للعدو (التفوق الجوي)، وقد تم تصميم مقاتلات التفوق الجوي للتعامل بفاعلية مع مقاتلات العدو أكثر من غيرها من أنواع الطائرات، وهي عادة ما تكون أكثر تكلفة ويتم شراؤها بأعداد أقل من المقاتلات متعددة المهام.

## القدرات
يتم تصميم مقاتلة التفوق الجوي لتستخدمها القوات الجوية كطائرة هجومية في المقام الأول، ولذلك تكون بعيدة المدى وخارج نطاق الرصد حيث تدخل المجال الجوي للعدو ولتزودها برادار قوي وصواريخ عالية الكفاءة مما يمكنها من الاشتباك القتالي مع مقاتلات العدو السيطرة على ذلك المجال الجوي وتساعد على دخول الإمدادات العسكرية المختلفة إلى المجال الجوي للعدو.

## قائمة مقاتلات التفوق الجوي النشطة
| بلد                       | الصانع                         | الطائرات                  | قدمت |
| ------------------------- | ------------------------------ | ------------------------- | ---- |
| الولايات المتحدة          | ماكدونل دوغلاس                 | إف-15 إيغل                | 1976 |
| الاتحاد السوفياتي / روسيا | ميكويان                        | ميغ-29                    | 1982 |
| الاتحاد السوفياتي / روسيا | سوخوي                          | سوخوي سو-27               | 1985 |
| روسيا / الهند             | سوخوي/شركة هندوستان آيرونوتيكس | سوخوي سو-30 إم كي آي      | 2002 |
| الاتحاد الأوربي           | يوروفايتر المحدودة             | يوروفايتر تايفون          | 2003 |
| الولايات المتحدة          | لوكهيد مارتن                   | لوكهيد مارتن إف-22 رابتور | 2005 |
| روسيا                     | سوخوي                          | سوخوي سو-35               | 2014 |
| الصين                     | مجموعة تشنغدو لصناعة الطائرات  | تشنغدو جيه-20             | 2017 |